# Бучушка
Бучушка (рум. Buciușca) — село у Резинському районі Молдови. Входить до складу комуни, адміністративним центром якої є село Сахарна-Ноуе.

## Населення
За даними перепису населення 2004 року у селі проживали 263 особи.
Національний склад населення села:
| Національність | Кількість осіб | Відсоток |
| -------------- | -------------- | -------- |
| молдавани      | 262            | 99,6%    |
| українці       | 1              | 0,4%     |
| Всього         | 263            | 100%     |